# Сен-Венсан (цвинтар)
Цви́нтар Сен-Венса́н (фр. Cimetière Saint-Vincent) — цвинтар у паризькому кварталі Монмартр, був відкритий 6 січня 1831 року. Це другий цвинтар у цьому кварталі. Цвинтар є дуже не великим та нараховує на сьогодні всього близько 900 поховань.

## Відомі особистості, які поховані на цвинтарі

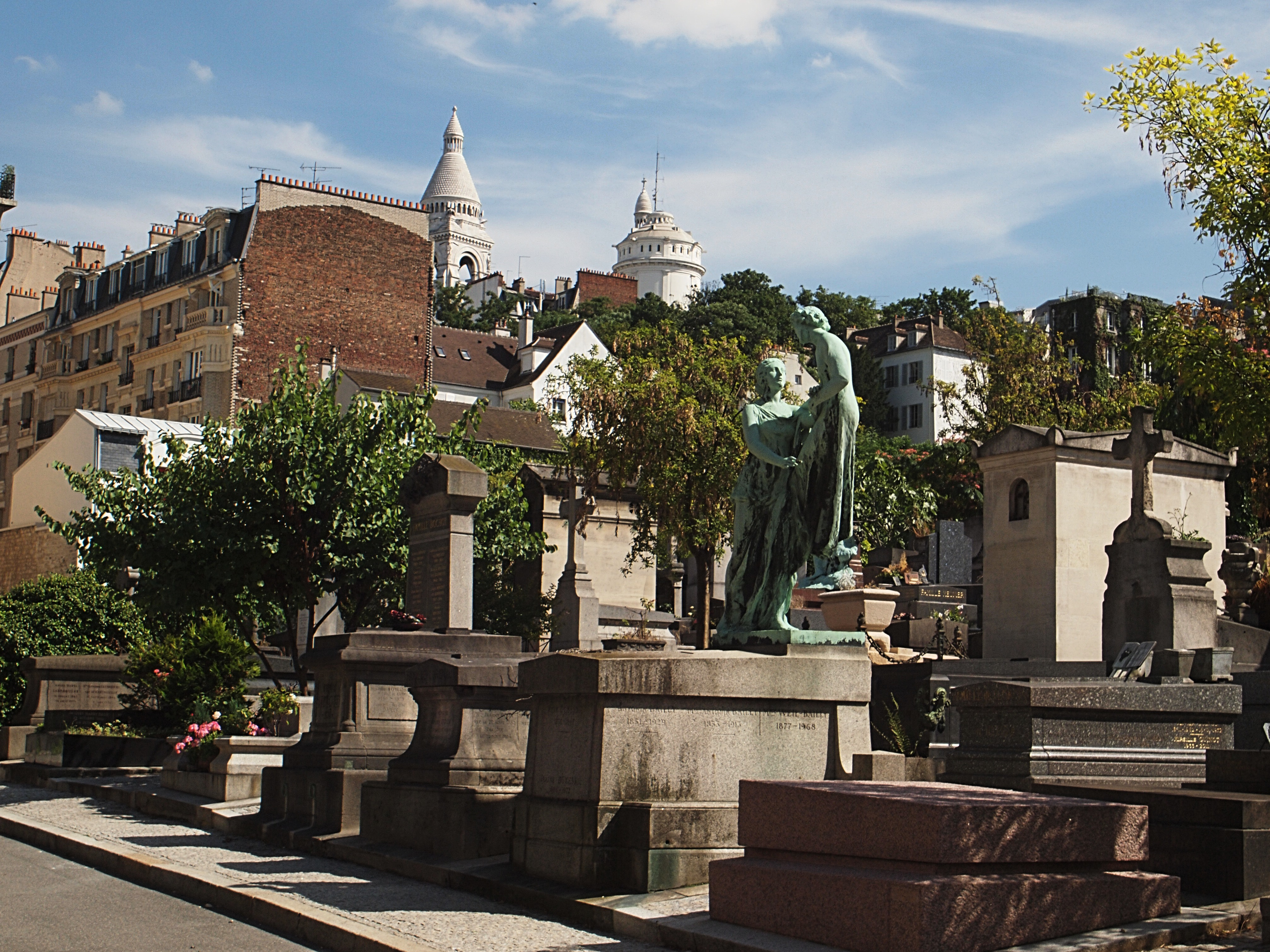

- Марсель Еме, французький письменник
- Ежен Буден, художник
- Марсель Карне, кінорежисер
- Артур Онеґґер, композитор
- Клод Піното, французький кінорежисер, сценарист та кінопродюсер.
- Моріс Утрілло, художник
- Жуль Шере, художник